# Абрамовское (озеро, Тверская область)
Абрамовское — озеро в западной части Тверской области, расположено на территории Хотилицкого сельского поселения Андреапольского района. Принадлежит бассейну Западной Двины.
Расположено в 26 километрах к юго-западу от города Андреаполь, по западному берегу озера проходит граница с Торопецким районом. Лежит на высоте 217 метров над уровнем моря. Длина озера более 1 километра, ширина до 0,56 километра. Площадь водного зеркала — 0,4 км². Протяжённость береговой линии — 2,3 километра.
Окружено болотами, на востоке — лесом. Населённых пунктов на берегах озера нет. Из южного конца Абрамовского вытекает ручей, впадающий в реку Меденка (бассейн Торопы).